# Stolperstein von Vilches
Der Stolperstein von Vilches ist der bislang einzige in der Provinz Jaén. Er erinnert an Serafín González Veguillas, einen Republikaner, der im Exil in Frankreich verhaftet und für Zwangsarbeit in das KZ Mauthausen verschleppt wurde. Er wurde im Alter von 25 Jahren im Außenlager Gusen ermordet.

## Stolperstein
In Vilches wurde ein Stolperstein verlegt.
| Stolperstein | Übersetzung | Verlegort                | Name, Leben                            |
| ------------ | --- | ------------------------ | -------------------------------------- |
|              | HIER LEBTE SERAFÍN GONZÁLES VEGUILLAS GEBOREN 1916 EXIL FRANKREICH INTERNIERT ZIEGENHAIN DEPORTIERT 1941 MAUTHAUSEN ERMORDET 5.12.1941 GUSEN | Calle Pastores 4 Vilches | Serafín González Veguillas (1916–1941) |

## Verlegedatum
- erstes Halbjahr 2024

Für 2025 kündigte die Asociación Triángulo Azul Stolpersteine de Córdoba y Jaén Verlegungen von weiteren 22 Stolpersteinen in der Provinz Jaén an – und zwar in den Gemeinden Jabalquinto (6), Mengíbar (9) und Villanueva de la Reina (4) sowie drei weitere Stolpersteine in Vilches.